# Emilio Po
Emilio Po (Modena, 9 luglio 1916 – Modena, 10 novembre 1944) è stato un ebanista e partigiano italiano.

## Biografia
Falegname ebanista, dopo aver assolto l'obbligo di leva nel 9º Reggimento artiglieria "Brennero", Emilio Po era stato congedato nel 1938 come specialista di radiotrasmissioni.
Richiamato nel gennaio del 1943, era stato mandato a Piacenza per frequentare un corso per artificieri e di lì comandato presso la Direzione di artiglieria di Roma, quale artificiere addetto al disinnesco delle bombe di aereo inesplose.
Allo sbandamento dell'Esercito italiano seguito all'armistizio dell'8 settembre 1943, Emilio Po raggiunse la sua città e si unì ai primi gruppi partigiani che si stavano costituendo nel Modenese. Entrato nella 65ª Brigata "Walter Tabacchi" dei Gruppi di Azione Patriottica ebbe l'incarico di ispettore della formazione. Esperto di esplosivi, Po partecipò a numerose azioni di sabotaggio.
Il 7 novembre 1944 fu catturato dai fascisti, per una delazione, proprio mentre stava trasportando in bicicletta un ordigno da lui stesso fabbricato e nascosto in una borsa piena di segatura. Nel luogo stesso dove stava lavorando, fu seviziato con un ferro rovente perché rivelasse il nome dei suoi compagni. Ma Emilio Po non parlò. I suoi aguzzini cosparsero allora il suo corpo di benzina e lo diedero alle fiamme. Ridotto ad una piaga vivente, il falegname fu trascinato sino in piazza Grande e qui, presenti alcuni suoi famigliari, fu fucilato con altri due antifascisti.

## Ricordo
Sul palazzo vescovile di Modena, all'angolo di piazza Grande con calle dei Campionesi, il 10 novembre del 1948 è stata apposta una lapide sulla quale è scritto: 
Ad Emilio Po, al quale sono intitolate una delle più importanti arterie stradali di Modena e una via di Castelfranco Emilia, nel 1988 è stata dedicata la scuola elementare statale del "Villaggio Artigiano" di Modena.
Il nome di Emilio Po compare su una lapide posta sulla Strada degli Artiglieri, nella zona monumentale istituita nel 1967 dal Ministero della difesa in località Costa Violina a Rovereto, in provincia di Trento.

## Testimonianze
Prima di morire, Emilio Po lasciò alla famiglia questa ultima lettera:
so quanto male ti ho fatto e il dolore che lascio a te con le mie due piccole creature, Meri e Maurizio, che spero in avvenire siano degne ed abbiano stima di te. Chiedo perdono di fronte alla volontà degli uomini e di fronte a Dio del male che ti ho fatto in questo breve periodo del nostro matrimonio; perdonami ed abbi molta cura dei nostri bambini, educali nella legge di Dio, e nel rispetto della legge della Patria. Quando ci sposammo ci eravamo illusi di passare una lunga vita insieme, invece un triste destino ci separa così presto. Ricordami sempre; fa pregare i nostri piccoli per me, ed io dal Paradiso, ove spero di andare, mi ricorderò sempre di voi tutti. Cerca ancora di andare d’accordo colla mamma ed il papà e la mia cara sorella Elda e il mio amato fratello Danilo, che ora si trova in terra lontana, al suo ritorno non saprà darsi pace perché tanto ci amavamo, spero pure che al suo ritorno si curi dei miei bambini e te. Per ora sta ancora in famiglia fino a guerra finita per poter tirare avanti meglio tutti assieme.
Papà caro, rispettali tutti i miei cari e fa tu le mie veci per far crescere bene i miei bambini, mamma adorata perdonami anche tu di questo grande dolore che ti lascio assieme a tutti gli altri di questa mia imprudenza compiuta…

Elda, sorella mia adorata rispetta pure tu coloro che avevo più cari al mondo e sii sempre buona come sei stata sin qua.

Addio tutti con tanti baci ed un grande dolore. Addio Meri, Maurizio, Tisbe, Mamma, Papà, Elda, Danilo e tutti i parenti che sempre mi hanno ricordato e mi ricorderanno. Ciao, baci a tutti dal vostro amato
Emilio.»
(Emilio Po, tratto dalle  Lettere di condannati a morte della Resistenza italiana,  p. 66.)